# Héqet
Héqet ou Heket est une déesse de la mythologie égyptienne, originaire d'Antinoupolis, à tête de grenouille qui, associée à l'élément liquide (le Nil), anime les corps et donne le souffle de la vie aux êtres créés par Khnoum, son époux. Elle est vénérée aussi à Éléphantine. Elle protège les femmes en couches et est représentée sur les parois des mammisi (temple de la naissance d'Harpocrate). Dans les textes des pyramides, elle accompagne le roi dans son ascension céleste. Héqet représente donc la vie (elle porte dans sa main, sur ses représentations une croix ânkh, symbole de la vie). Il y a très peu de représentations d'elle.